# Салонен, Тойво
Тойво Салонен (фин. Toivo Kostia Salonen; 21 мая 1933, Пялькяне, Хяме — 28 октября 2019, Мухос, Северная Финляндия) — финский конькобежец, бронзовый призёр Олимпийских игр 1956 года на дистанции 1500 метров, серебряный призёр чемпионата мира 1959 года, бронзовый призёр чемпионата Европы 1959 года, шестикратный чемпион Финляндии в классическом многоборье (1954, 1956-1959, 1961).

## Биография
Тойво Салонен удачно выступал на чемпионате страны, в его копилке 6 золотых, 3 серебряные и две бронзовые медали. Он выступал на международных соревнованиях в течение 12 лет, был участником 4-х Олимпиад. На Олимпийских играх 1956 года в Кортина-д’Ампеццо Тойво Салонен завоевал бронзу на дистанции 1500 метров. В 1959 году он завоевал бронзу на чемпионате Европы и серебро на чемпионате мира.

## Спортивные достижения
| Год  | Чемпионат Европы | ЧМ многоборье | Олимпийские игры                 |
| ---- | ---------------- | ------------- | -------------------------------- |
| 1952 |                  |               | 8e 500 м 25e 1500 м              |
| 1953 | NC17             | NC13          |                                  |
| 1954 | NC15             | 11e           |                                  |
| 1955 | NS2              | NC15          |                                  |
| 1956 | 8e               | NC25          | 5e 500 м · 1500 м · 24e 10 000 м |
| 1957 | NC17             | NC19          |                                  |
| 1958 | 6e               | 10e           |                                  |
| 1959 | 3                | 2             |                                  |
| 1960 | 5e               | NC24          | 7e 500 м 7e 1500 м               |
| 1961 | NC18             | 15e           |                                  |
| 1962 | NC17             | NC20          |                                  |
| 1963 |                  |               |                                  |
| 1964 | NC23             |               | 23e 500 м 21e 5000 м             |

NC = не отобрался на заключительную дистанцию
NS = не выступал на дистанции